# Stephen Hendry
Stephen Hendry, MBE (* 13. leden 1969 South Queensferry, Skotsko) je profesionální hráč snookeru. Ve své kariéře získal 7 titulů na Mistrovství světa ve snookeru a osm let nepřetržitě vedl žebříček světového snookeru. Maximálního breaku (147 bodů) dosáhl jedenáctkrát. Svou bohatou kariéru ukončil v roce 2012. V roce 2021 se k profesionálnímu snookeru vrátil.
V roce 2012 se Stephen Hendry zúčastnil svého 27. mistrovství světa. A hned v prvním dni turnaje opět předvedl divákům v Crucible Theatre, které je dějištěm světového šampionátu, svůj talent, kterým fascinoval příznivce kulečníkového sportu více než 25 let. V utkání se Stuartem Binghamem totiž zahrál svou třetí 147 ve věhlasném divadle. Hendry posléze prošel až do čtvrtfinále, kde však po výsledku 2-13 skončil na tágu Stephena Maguira.
Bezprostředně po tomto utkání Hendry oznámil konec své profesionální kariéry. Během tohoto prohlášení vyjádřil zklamání nad poklesem kvality jeho hry v posledních letech. Zároveň přiznal, že toto rozhodnutí učinil již o tři měsíce dříve.
Stephen Hendry je mnohými velikány považován za nejlepšího snookerového hráče historie, zatímco jiní jej řadí až za Ronnieho O'Sullivana. Buď jak buď, Hendry je neoddiskutovatelnou ikonou tohoto sportu. Stále drží mnoho rekordů a do historie britského sportu se zapsal zlatým písmem. Jeho kariéru nejlépe vystihují přezdívky, které si vysloužil od fanoušků i novinářů: The King of Crucible, The Golden Boy, The Maestro, The Wonder Bairn či The Great One.

## Úspěchy

### Bodované turnaje
| Turnaj                  | Rok                    |
| ----------------------- | ---------------------- |
| World Championship      | 1990, 1992–1996, 1999  |
| Rothmans Grand Prix     | 1987, 1990, 1991       |
| Skoda Grand Prix        | 1995                   |
| British Open            | 1988, 1991, 1999, 2003 |
| Asian Open              | 1989, 1990             |
| Dubai Duty Free Classic | 1989, 1990, 1993       |
| UK Championship         | 1989, 1990, 1994–1996  |
| Regal Welsh Open        | 1992, 1997, 2003       |
| International Open      | 1993, 1997             |
| Regal Scottish Open     | 1999                   |
| European Open           | 1994, 1995, 2001       |
| Thailand Masters        | 1998                   |
| Malta Cup               | 2005                   |

### Ostatní profesionální turnaje
| Turnaj                             | Rok                                |
| ---------------------------------- | ---------------------------------- |
| Scottish Professional Championship | 1986–1988                          |
| Australian Masters                 | 1987                               |
| New Zealand Masters                | 1988                               |
| Masters                            | 1989–1993, 1996                    |
| Scottish Masters                   | 1989, 1990, 1995                   |
| Pontins Professional               | 1990                               |
| Hong Kong Challenge                | 1991                               |
| Indian Challenge                   | 1991                               |
| 555 Challenge                      | 1991                               |
| European Challenge                 | 1991                               |
| Betfred Premier League             | 1991, 1992, 1994, 1995, 2000, 2004 |
| Irish Masters                      | 1992, 1997, 1999                   |
| Malta Grand Prix                   | 1998, 2001                         |
| Red Bull Super League              | 1998                               |
| Champions Cup                      | 1999                               |

### Ostatní tituly
| Turnaj                | Rok                  |
| --------------------- | -------------------- |
| World Doubles         | 1987 (s Mike Hallet) |
| World Masters Doubles | 1991 (s Hallet)      |
| Scottish Amateur      | 1984, 1985           |
| National Under-16     | 1983                 |